# Sarcophaga unicolor
Sarcophaga unicolor är en tvåvingeart som först beskrevs av Macquart 1843.  Sarcophaga unicolor ingår i släktet Sarcophaga och familjen köttflugor.
Artens utbredningsområde är Algeriet. Inga underarter finns listade i Catalogue of Life.